# Jochen Klenner

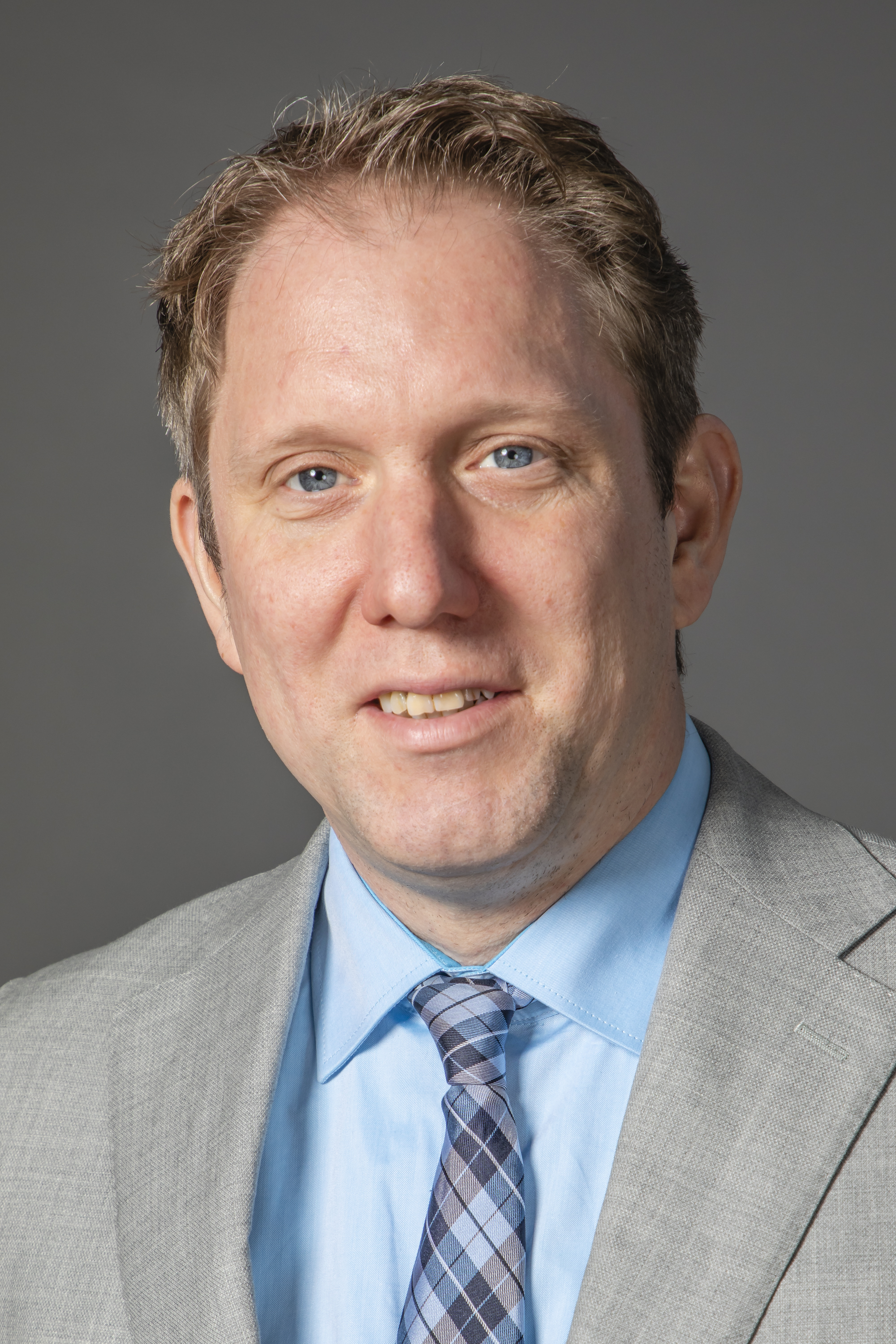
Jochen Klenner

Jochen Klenner (* 27. Oktober 1978 in Neuss) ist ein deutscher Politiker der CDU und seit 2017 Abgeordneter im Landtag von Nordrhein-Westfalen.

## Werdegang
Klenner wuchs in Korschenbroich auf und machte am Gymnasium Korschenbroich 1998 sein Abitur. Seinen Wehrdienst verlängerte er freiwillig.

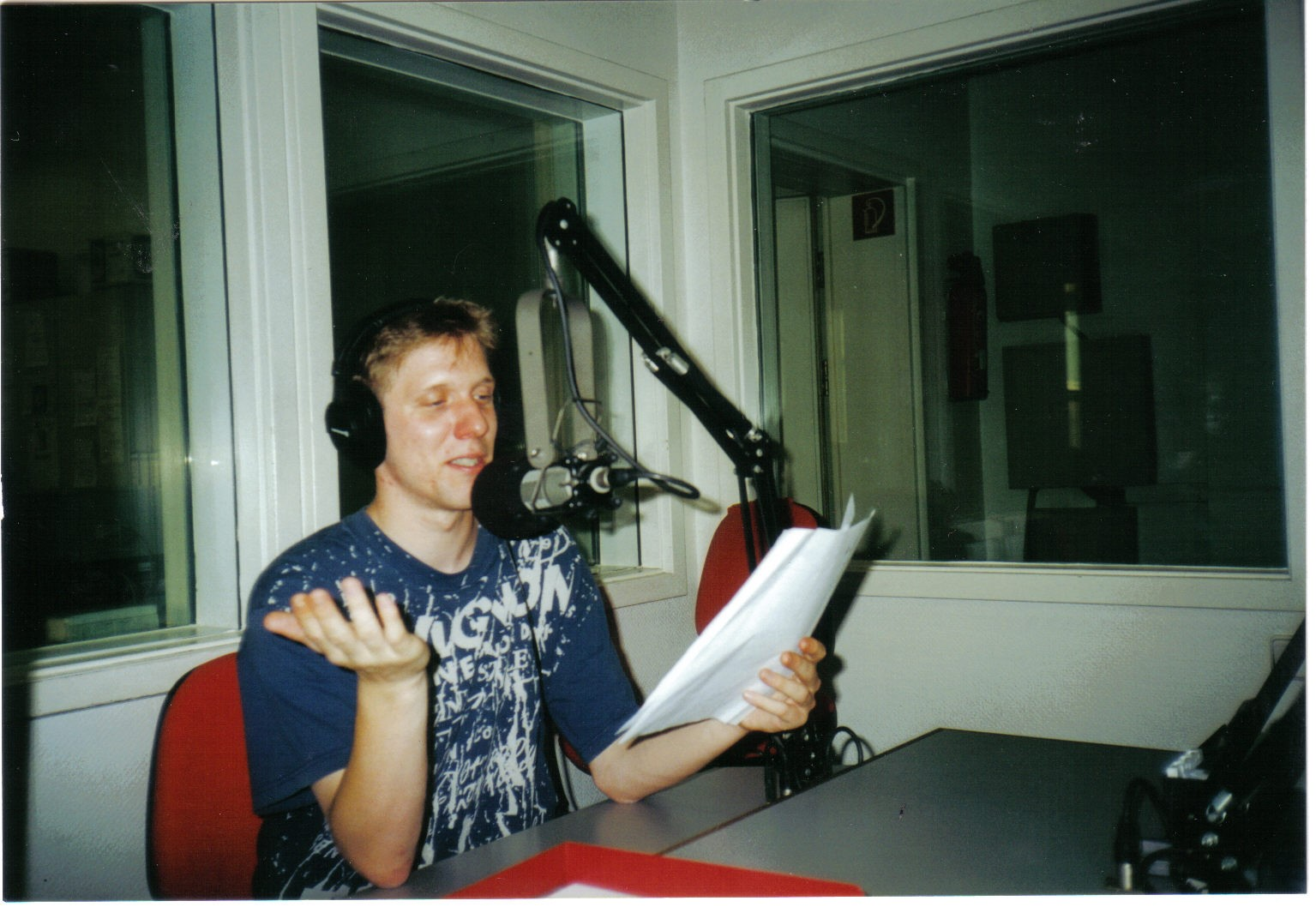
Jochen Klenner als Radiomoderator

Schon während der Schulzeit war Jochen Klenner als freier Mitarbeiter journalistisch für die Neuss-Grevenbroicher Zeitung tätig. 1999 wurde er Volontär bei Radio 90,1 Mönchengladbach und später Redakteur in der Lokalredaktion und freier Mitarbeiter beim Muttersender Radio NRW in Oberhausen. 2006 wurde er Büroleiter im Wahlkreis des Bundestagsabgeordneten Günter Krings und 2009 Geschäftsführer des CDU-Kreisverbands Mönchengladbach.
Klenner ist Vater eines Sohns (* 2012) und einer Tochter (* 2015) und lebt mit seiner Familie in Mönchengladbach.

## Politische Tätigkeit
Jochen Klenner ist seit 2004 Mitglied der CDU. Er ist seit 2021 Vorsitzender der CDU Mönchengladbach. Außerdem ist er Mitglied der Mittelstands- und Wirtschaftsvereinigung und einer der stellvertretenden Vorsitzenden des Parlamentskreises Mittelstand.
Bei der Landtagswahl 2017 gewann er das Direktmandat im Wahlkreis Mönchengladbach II und wurde Abgeordneter im Landtag von NRW.
Klenner ist ordentliches Mitglied im Haushalts- und Finanzausschuss. Außerdem ist er stellvertretender Vorsitzender im Ausschuss BLB, Landesbetriebe, Sondervermögen und Mitglied und Sprecher der CDU-Fraktion im  Parlamentarischen Untersuchungsausschuss I  Kindesmissbrauch.
Bei der Landtagswahl 2022 verteidigte er das Direktmandat im Wahlkreis Mönchengladbach II.